# Bucium

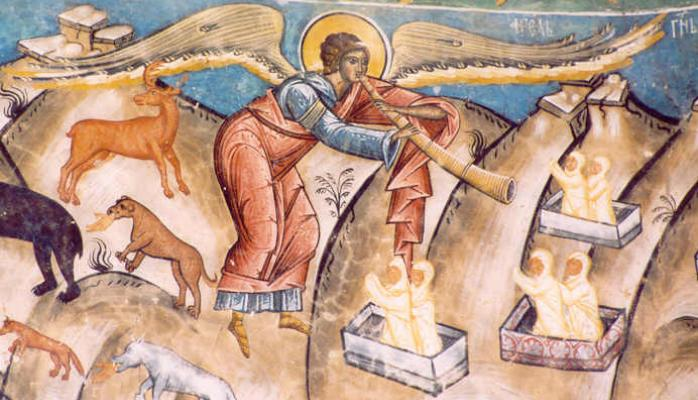
Fresc del monestir de Voroneţ: un àngel "trompetes" al bucium al començament del darrer judici.

El bucium és un instrument musical tradicional, utilitzat especialment pels pastors romanesos a les muntanyes. Ja present entre els dacis i els romans, es va utilitzar en el passat als principats de Transsilvània, Moldàvia i Valàquia com a eina de senyalització en conflictes militars. La paraula deriva del llatí buccinum, que significa banya doblegada.
El tub, anomenat “trompeta” (de l’alemany antic trompeta, “una trompeta”) o “tònic”, fa entre 1,3 i més de 3 metres de longitud, essent fet d'avet, auró, freixe, til·ler, avellaner o fins i tot (parcialment i més recentment) metall. S'utilitza principalment per a la senyalització i la comunicació dels pastors a les muntanyes boscoses, així com per a la guia d’ovelles i gossos.
Amb el nom de "trembita", també l'utilitzen els hutsuls, una població dels Carpats orientals (Polònia, Eslovàquia, Ucraïna i Romania) que parlen una llengua ucraïnesa, però comparteixen moltes tradicions i paraules amb els romanesos.

## Tipus
Hi ha 5 tipus de bucium.
El tulnic és un instrument musical aeròfon, de forma tubular, obert als dos extrems, que el músic bufa a l'extrem més estret. Tulnicul, fet de calç o escorça de salze, s'utilitza especialment a les muntanyes Apuseni, al nord dels Carpats orientals, així com a altres zones dels Carpats.

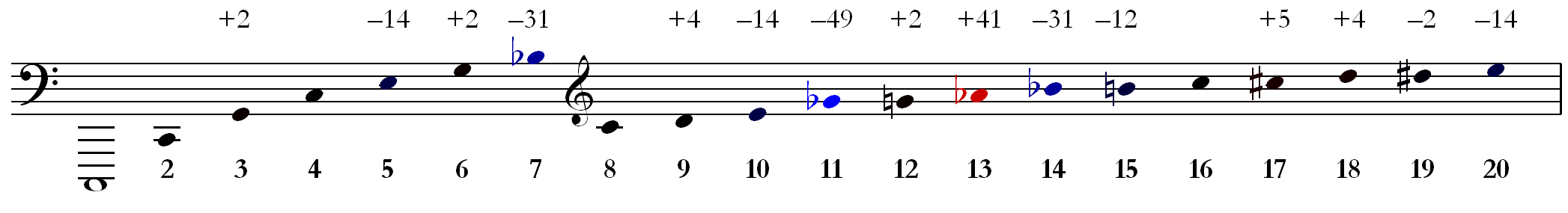